# Cavaliere in nero
Il cavaliere in nero è un dipinto a olio su tela (190x102cm) di Giovanni Battista Moroni, risalente al 1567 circa e conservato nel Museo Poldi Pezzoli di Milano.

## Storia
Le prime notizie relative al quadro è che esso si trovava già forse in origine nella collezione Secco Suardo assieme ad altri ritratti eseguiti dallo stesso Giovan Battista Moroni per la famiglia. A fine Settecento risulta ancora di proprietà di Caterina Terzi Secco Suardo a Bergamo per poi passare sempre nella medesima città a Barbara Secco Suardo Mosconi e quindi al marito Giovanni Mosconi. Dal 1845 passa per legato testamentario nella collezione dei conti Moroni di Bergamo e in seguito viene acquistato da Luciano Scotti marito di Giulia Casanova, per poi essere donato per testamento da Annibale Scotti Casanova al Museo Poldi Pezzoli dove tuttora il quadro si trova.

## Descrizione e stile
Come in molti altri ritratti del Moroni della medesima epoca, il soggetto del quadro è anonimo ed è ritratto in piedi, a grandezza naturale, vestito in nero secondo la moda del tempo, ingentilito ancor di più da un colletto bianco arricciato, tipico nell'atto di portare una mano sull'elsa della spada legata in vita mentre l'altra è portata al petto. Gli abiti presentano uno straordinario panneggio, studiato appositamente per non appesantire la composizione che si basa su un unico colore. Sulla testa si trova un cappello, anch'esso nero, con una elegante e leggera piuma nera che si staglia diafana sullo sfondo.
L'uomo è ritratto nell'atto di guardare diritto lo spettatore, ma con atteggiamento confidenziale, ma è inserito in un contesto probabilmente di abitazione con la presenza di uno sfondo grigio a lesene su cui si accenna anche l'ombra del ritratto.